# 迈克尔·基德-吉尔克里斯特
迈克尔·基德-吉尔克里斯特（英語：Michael Kidd-Gilchrist，1993年9月26日—），美國NBA籃球員，生於美國賓夕法尼亞州費城，曾为黄蜂、独行侠、尼克斯效力，司職小前鋒，身高2.01公尺。

## 職業生涯

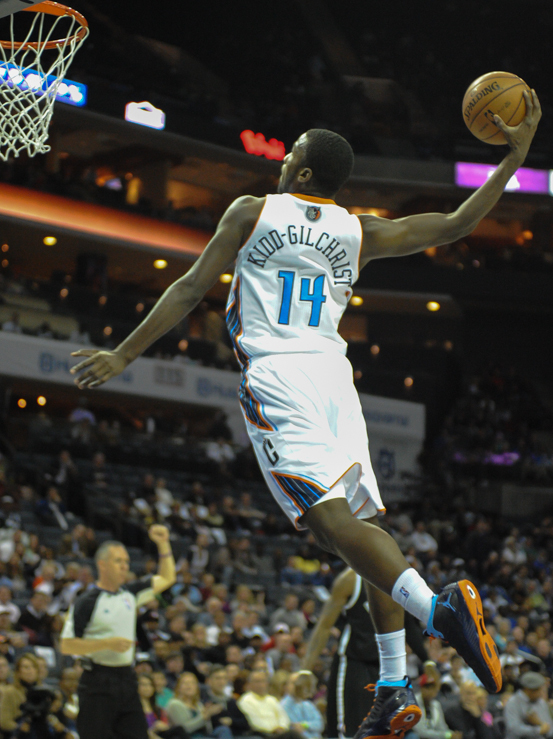
迈克尔·基德-吉尔克里斯特在2013年上场扣篮

2012年6月29日NBA選秀，基德-吉爾克里斯特在首輪第二順位被夏洛特山貓隊（夏洛特黃蜂隊前身）選中。他一入隊便表現良好，成為主力球員；不幸的是，在2013年2月3日與休士頓火箭的比賽中，迈克尔·基德-吉尔克里斯特追帽火箭隊球員道格拉斯時不慎落地，被隊友傑弗里·泰勒壓在身下，後腦也遭到重擊，需要長時間休養。吉爾克里斯特之後仍延續了不錯的表現，入選最佳新秀第二陣容。
吉爾克里斯特生涯初期的跳投姿勢十分怪異，外線命中率也不佳。此後雖有嘗試繳正，然受傷病困擾，在球隊的地位逐漸下降，2020年2月8日，黃蜂隊宣佈裁掉吉爾克里斯特。
2020年11月28日，吉爾克里斯特與獨行俠隊簽約。2020-21賽季，吉爾克里斯特與尼克隊簽約，然一場熱身賽沒打就被裁掉。